# Contea di Wangmo
La contea di Wangmo (望谟县S, Wàngmó XiànP) è una contea della Cina, situata nella provincia del Guizhou e amministrata dalla prefettura autonoma buyei e miao di Qianxinan.